# Februarska revolucija
Fébruarska revolúcija v Rusiji leta 1917 je del revolucionarnega vrenja tistega časa in prvi korak k oktobrski revoluciji. Februarska revolucija je bila uperjena proti carju. Ukinjena je bila cesarska oblast in vzpostavljena republika. Začasna vlada je razpisala volitve v ustavodajno skupščino. Že precej pred temi volitvami pa so boljševiki zbrali »(deputatov)«. S tem pa se je pričelo dvovladje. 

## Ozadje
Rusija je bila že od leta 1914 v vojni z Nemčijo in Avstro-Ogrsko. Dežela je bila kljub prej dokaj hitro razvijajočem gospodarstvu izčrpana, morala vojakov na fronti pa nizka. V deželi je vladalo pomanjkanje, Rusija na fronti ni zmagovala, kazala se je neučinkovitost uprave in vojaške organizacije. Tudi na carskem dvoru so bile razmere slabe: civilno oblast je od carja Nikolaja II. Romanova praktično prevzela carica Aleksandra Fjodorovna, veliko vlogo na dvoru pa je imel goljuf Rasputin. Na fronti je bilo že 1.700.000 mrtvih in 5.900.000 ranjenih vojakov. Dezerterstvo je bilo pogosto, samo v enem letu je dezertiralo 140.000 vojakov. 
Car Nikolaj II. se kljub nasvetom dume ni odzval s potrebnimi reformami, kakršne so se že začele po revoluciji leta 1905.

## Potek dogodkov
(Datumi so po starem julijanskem koledarju; datumi v oklepaju po gregorjanskem.)
- 18. februarja - stavka v Putilovskih zavodih (tovarnah), zaradi pomanjkanja hrane. Ker je bila v vojnem času stavka prepovedana je posredovala vojska.
- 23. februarja (8. marca) so se pričele v Petrogradu protivojne demonstracije, ki so prerasle v množične spopade s kozaki in policijo.
- 24. in 25. februarja pričetek splošne stavke v Petrogradu. Demonstranti so prešli na politične zahteve: »Dol s tiranstvom«. Vojaki, ki so jih poslali proti množicam, so se uprli in streljali na svoje častnike.
- 26. februarja so se pričeli spopadi med revolucionarnimi vojaki in carsko vojsko.
- 27. februarja je splošna stavka prerasla v oboroženo vstajo. Pričel se je množični prehod vojakov na stran vztajnikov, ki so zasedli najvažnejše točke v mestu, vključno z vladnimi poslopji. Ustanovljen je bil Začasni komite Državne dume, ki mu je predsedoval Mihail Rodzjanko.
- 1. marca je bila uspostavljena nova oblast v Moskvi, tekom meseca pa v vsej državi.
- 2. marca (15. marca) je Nikolaj II. abdiciral v korist mlajšega brata Mihaila Aleksandroviča, ta pa oblasti ni prevzel, ampak je vso oblast predal Začasni vladi. S tem je prenehala carska oblast in monarhija v Rusiji. Začasni komite je oblikoval začasno vlado, ki jo je najprej vodil knez L'vov, a ga je kmalu zamenjal socialist (eser) Kerenski.

Začasna vlada je objavila volitve v Ustavodajno skupščino, ki pa so potekala šele v novembru in decembru 1917, že po zmagi oktobrske revolucije. 
Ker je hkrati z začasno vlado deloval tudi Sovjet delavskih in vojaških odposlancev, je nastalo dvovladje, v katerem so nastali pogoji za Oktobrsko revolucijo.

## Sklic
1. ↑  Orlando Figes (2008). A People's Tragedy. First. str. 321. ISBN 9780712673273.